# Oskar Hovlund
Oskar Hovlund, född den 27 juni 1998, är en svensk innebandysspelare som spelar för Linköping och svenska landslaget.
Hovlund har med det svenska landslaget bland annat vunnit guld i World Games år 2025.